# L'Isle-sur-la-Sorgue

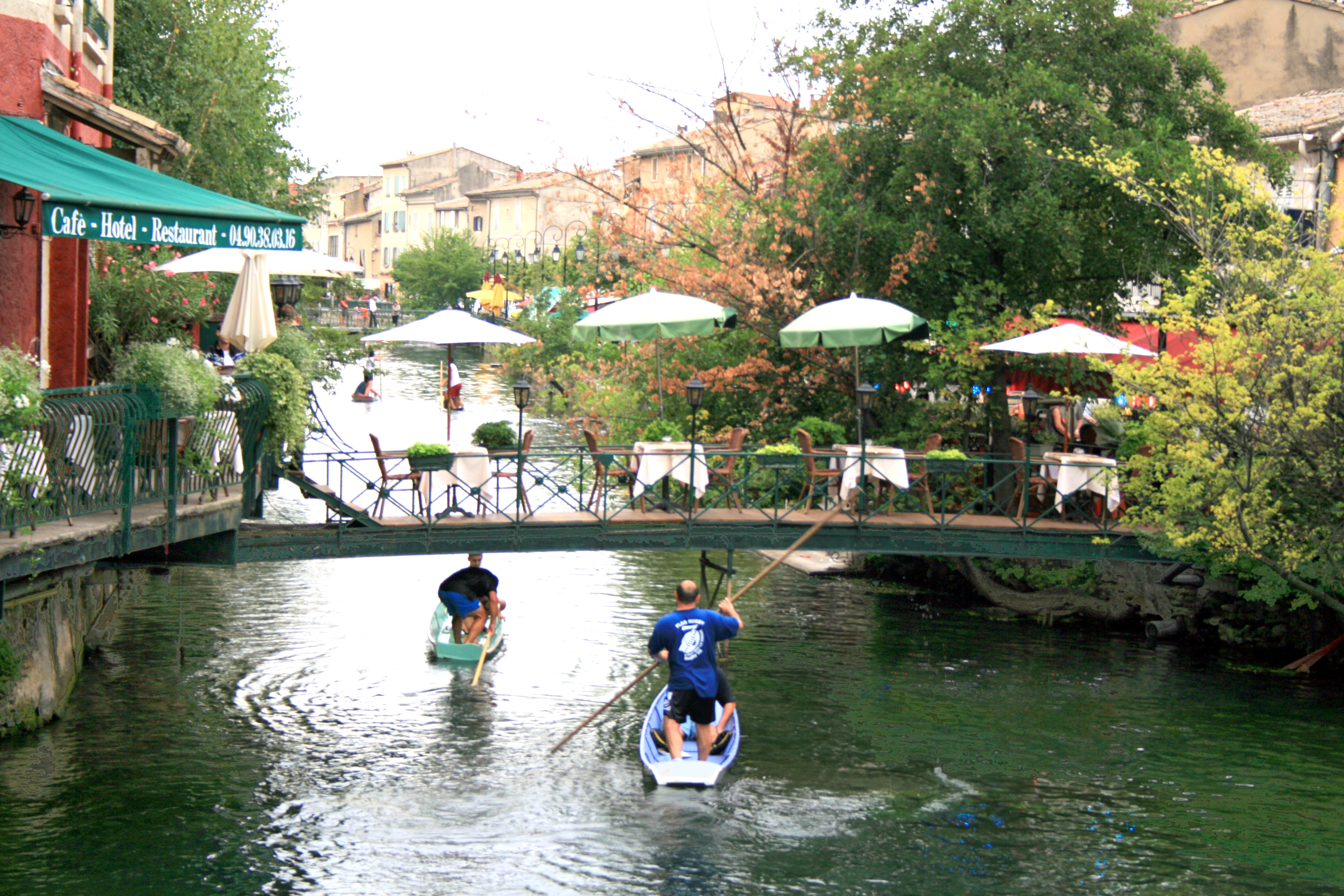
Malá pramice Nègo chin na řece Sorgue

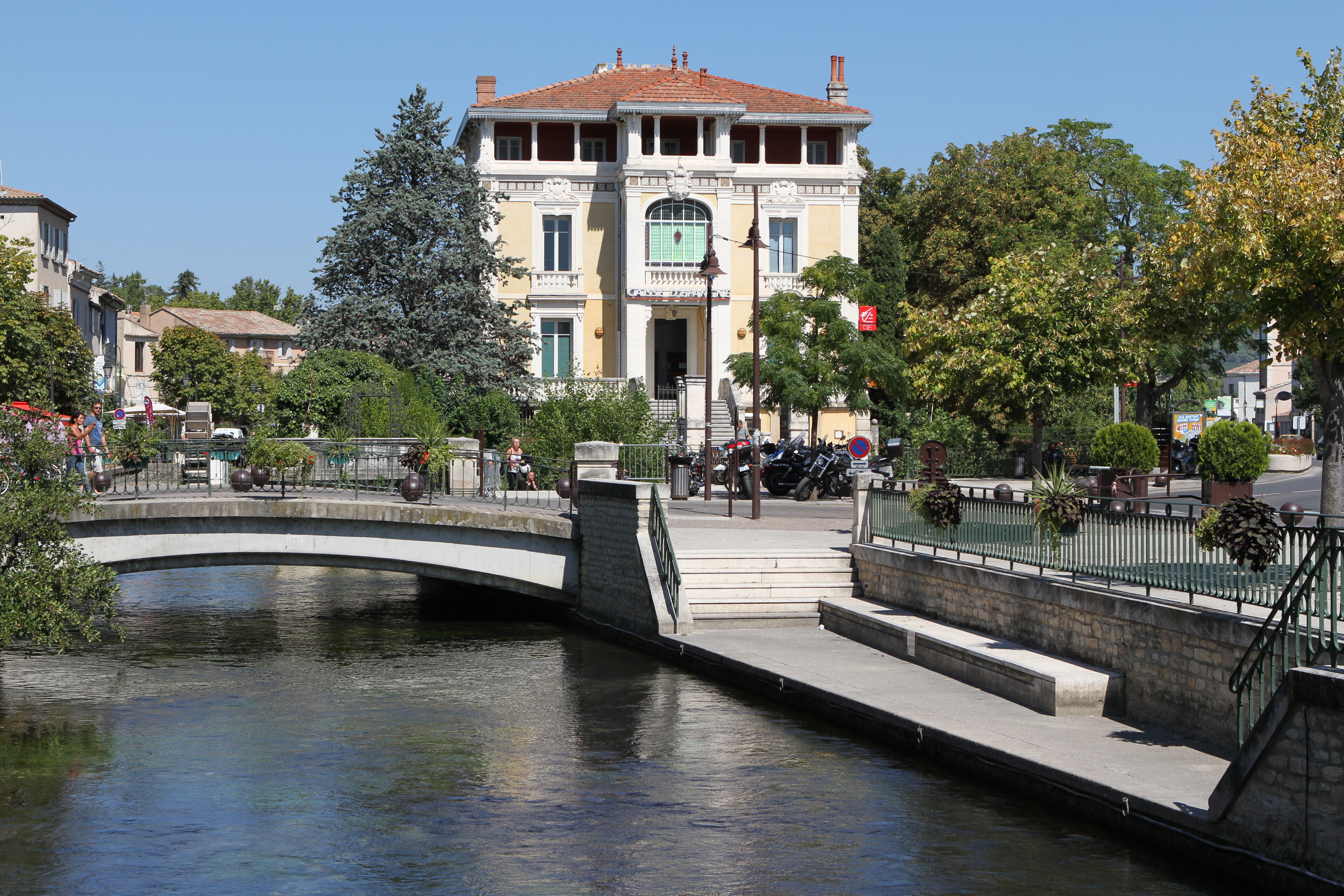
Budova spořitelny

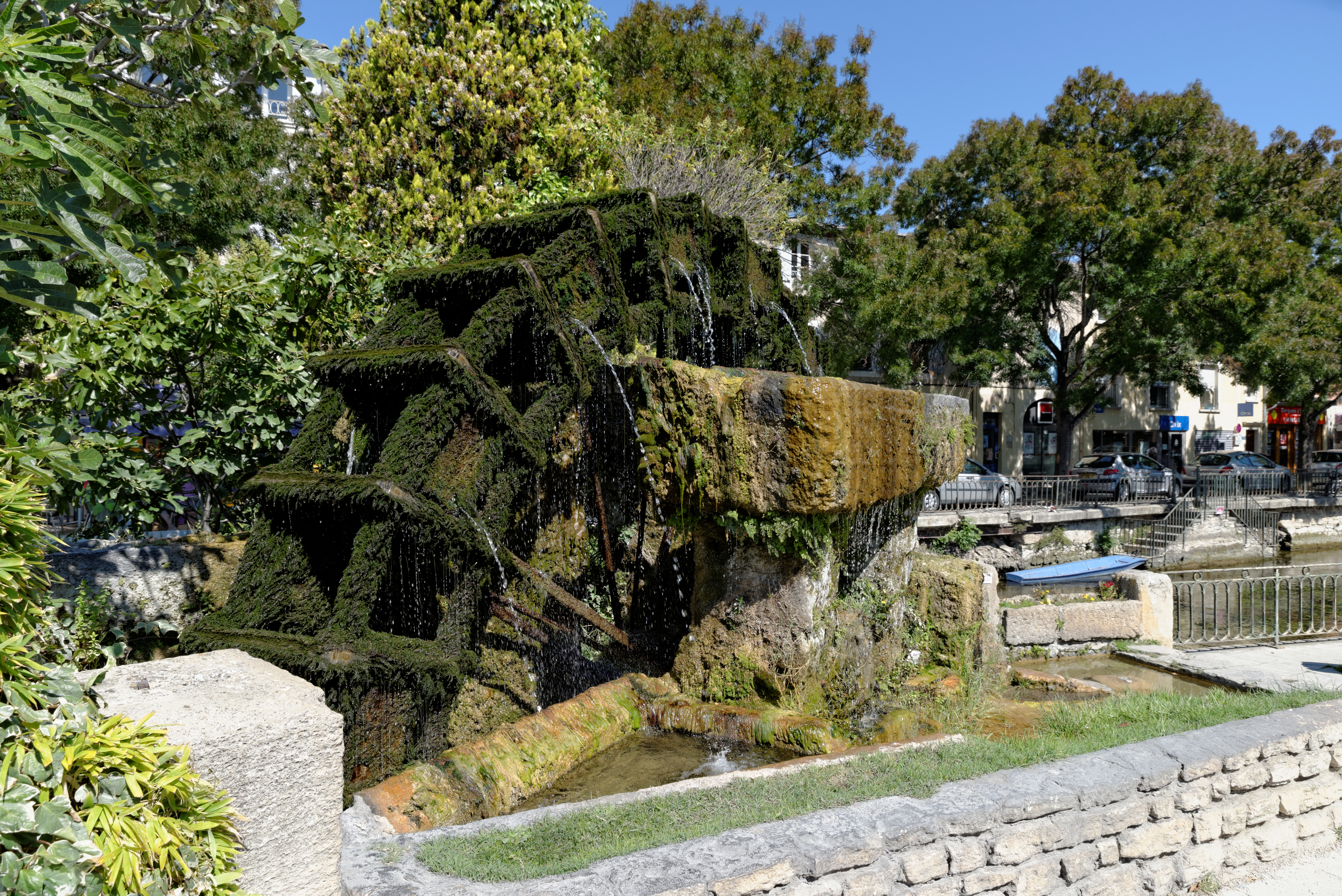
Jedno z dřevěných kol ve L'Isle-sur-la-Sorgue

L'Isle-sur-la-Sorgue je francouzská obec v departementu Vaucluse v regionu Provence-Alpes-Côte d'Azur.

## Geografie
Malé město se rozkládá na řece Sorgue a leží asi 20 km východně od Avignonu. K L'Isle-sur-la-Sorgue patří rovněž tři osady Saint Antoine, Petit-Palais a Velorgues.

## Historie
L'Isle-sur-la-Sorgue se dříve nazývalo L'Isle en Venaissin, sloužilo jako jedno z nejdůležitějších měst Venaissinského hrabství. Díky své poloze na řece původně rybářskou osadou. Město vzniklo na vyvýšeném ostrově uprostřed bažinaté oblasti, která byla vybudovanými vodními kanály postupně vysušena. Z té doby pochází množství vodních kanálů, které obklopují a křižují město. Během hugenotských válek umožnily kanály obyvatelům zaplavit okolí města, takže jej nebylo možné ostřelovat kanóny.
Voda řeky Sorgue sloužila též k pohánění mnoha řemeslných a později průmyslových podniků. Již od 12. století zde stály vodní mlýny na mletí mouky, lisování oleje a papírny, později zde vznikly kromě koželužen též tkalcovny vlny a hedvábí. V 19. století zde bylo kolem 60 vodních kol. L'Isle-sur-la-Sorgue bylo centrem zpracování vlny ve zdejším departementu.
Ve městě vznikla i židovská čtvrť, jejíž obyvatelé byli ve středověku pod ochranou papeže, který vlastnil zdejší hrabství.

## Pamětihodnosti
Ve městě se u vodních kanálů dochovalo šest dřevěných, 200 let starých lopatkových kol a množství malých dřevěných mostků. Množství domů ve starém městě má gotické a renesanční fasády.
Kostel Notre-Dame-des-Anges bez chóru byl v polovině 17. století přestavěn do barokního stylu. Od roku 1911 je chráněn jako historická památka.
Z 18. století se dochovaly stavby jako sýpka (grenier à blé), ve které je umístěn úřad pro turismus a nemocnice (Hôtel Dieu) v ulici Rue Jean-Théophile s dobovými branami, portálem, kaplí, lékárnou a zahradou s kašnou.
K zajímavým městským domům patří klasicistní Hôtel Donadeï de Campredon, který slouží jako výstavní prostor a památník Reného Chara.

## Vývoj počtu obyvatel
Počet obyvatel

## Osobnosti
- Léopold Aimon (1779–1866), francouzský skladatel
- René Char (1907–1988), francouzský básník
- V roce 2009 zde zemřel český výtvarník a básník Jan Burka

## Partnerská města
- Penicuik
- Anagni